# Sydney University Stellar Interferometer
Das Sydney University Stellar Interferometer (SUSI) ist ein Interferometer der Universität Sydney zur astronomischen Beobachtung; es befindet sich im Paul Wild Observatory, 20 km westlich der Stadt Narrabri, Australien. Das Interferometer verfügt über 2 Vakuum-Tunnel zur Lichtführung, auf denen mehrere Siderostaten zur Lichteinspeisung sitzen. Über jeweils einen kann damit mit einer Apertur von 14 cm das Licht über variable Delay-Lines zu einem Strahlvereiniger geführt werden. Durch Auswahl des Siderostaten kann die Basislänge zwischen 5 m und 640 m variiert werden, wodurch sich bei 450 nm Wellenlänge Winkelauflösungen zwischen 0,02 und 0,000.07 Bogensekunden ergeben.
Das Interferometer wurde 1991 fertiggestellt, wobei Basislängen größer 80 m erst nach 1993 verfügbar waren. Verwendet wurde es zur Größenmessung einzelner Sterne, der Umlaufbahn von Doppelsternen umeinander und damit deren Masse, und für die Entfernungsbestimmung von pulsierenden Sternen genutzt, und bis in die Mitte der 2010er Jahre betrieben.